# The Little Princess (1917)
The Little Princess is een stomme film uit 1917 onder regie van Marshall Neilan. De film is geïnspireerd op het boek van Frances Hodgson Burnett.

## Verhaal
Nadat haar vader, omdat hij vertrekt om voor de oorlog te vechten, Sara Crewe naar een kostschool stuurt, wordt haar leven een hel. De directrice van de school mag haar niet en probeert haar leven dan ook te verpesten.

## Rolverdeling
| Acteur                 | Personage         |
| ---------------------- | ----------------- |
| Mary Pickford          | Sara Crewe        |
| Norman Kerry           | Richard Crewe     |
| Katherine Griffith     | Mevrouw Minchin   |
| Zasu Pitts             | Becky             |
| Theodore Roberts       | Cassim            |
| Gustav von Seyffertitz | Meneer Carrisford |

## Trivia
- Norman Kerry, de acteur die Mary Pickford's vader speelt in de film, was feitelijk twee jaar jonger dan de actrice.